# Bruidsboeket

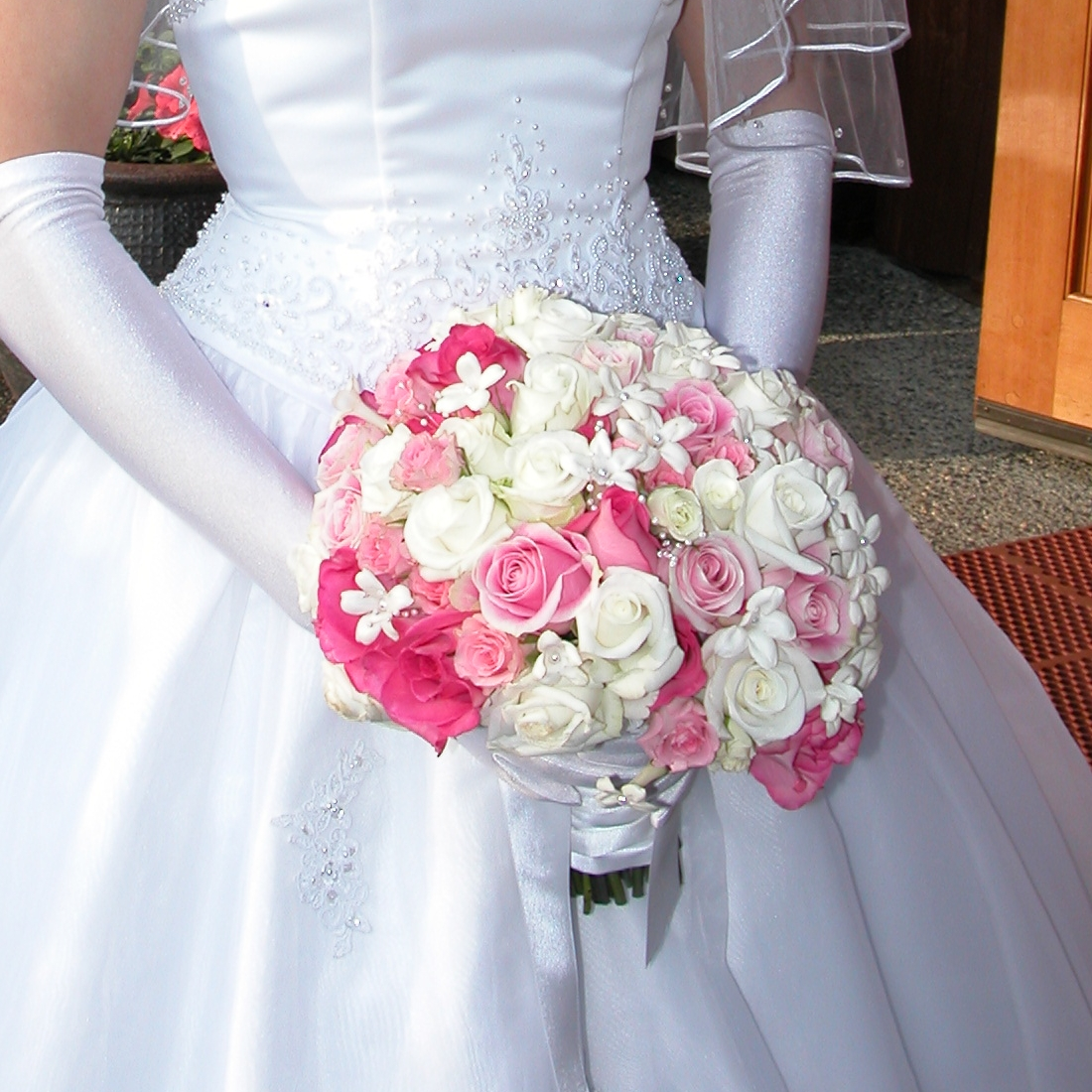
Een bruidsboeket

Een bruidsboeket is een boeket dat de bruid draagt tijdens de huwelijksceremonie. Meestal is het een klein en handzaam boeketje met wat samengebonden groen en enkele witte bloemen.
Het is traditie dat de bruidegom het bruidsboeket bekostigt. 
Voor de huwelijksplechtigheid wordt het boeket rechts vastgehouden, en na de plechtigheid met de linkerhand. Tegenwoordig wordt hier niet meer zo aan vastgehouden.
Voor de bruidegom en de overige gasten zijn er doorgaans corsages, in dezelfde stijl als die van het boeket.
Na het huwelijk wordt het bruidsboeket vaak gedroogd en bewaard.

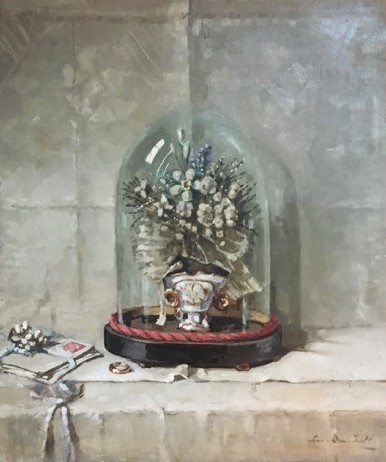
Bruidsboeket onder een glazen stolp, door Lucie van Dam van Isselt, (1871 - 1949)

## Gooien
In Angelsaksische landen is het gewoonte dat de bruid aan het einde van de bruiloft het boeket over haar (rechter)schouder, dus ongezien, gooit. Alle huwbare vrouwen worden uitgenodigd het te vangen. Het bijgeloof wil namelijk dat degene die hem vangt als volgende in het huwelijk zal treden.